# سلطان العدوان
سلطان ماجد العدوان (1936 - 22 ديسمبر 2018) من شيوخ قبيلة العدوان في الأردن ورئيس سابق للنادي الفيصلي الأردني.

## مسيرته
بدأت حكايته مع الفيصلي الأردني بعد أن أنهى دراسته في لبنان في العام 1955، حيث عاد إلى الأردن وانضم إلى الفيصلي الأردني وكان قد شارك في لبنان أثناء دراسته هناك مع فريق النهضة وهو أحد فرق المقدمة هناك في تلك الفترة.
كان النادي الفيصلي في تلك الفترة في مقره القديم في جبل عمان يحوي العديد من الأنشطة أبرزها الملاكمة وكرة السلة وكرة اليد وسرعان ما تم انتخابه عضوا لمجلس إدارة جنبا إلى جنب مع تواجده كلاعب ولم يكن ذلك محظورا في تلك الفترة. أما على صعيد المنتخب الوطني فقد مثله منذ العام 1958 وحتى عام 1967.

## وفاته
توفي الشيخ سلطان ماجد باشا العدوان فجر يوم السبت الموافق 22 ديسمبر 2018 في مستشفى المركز العربي.